# I liga urugwajska w piłce nożnej (1974)
- Mistrz Urugwaju 1974: CA Peñarol
- Wicemistrz Urugwaju 1974: Club Nacional de Football
- Copa Libertadores 1975: CA Peñarol, Montevideo Wanderers
- Spadek do drugiej ligi: CA Bella Vista
- Awans z drugiej ligi: Racing Montevideo

Mistrzostwa Urugwaju w roku 1974 były mistrzostwami rozgrywanymi według systemu, w którym wszystkie kluby rozgrywały ze sobą mecze każdy z każdym u siebie i na wyjeździe, a o tytule mistrza i dalszej kolejności decydowała końcowa tabela. Miejsce w końcowej tabeli mistrzostw nie decydowało o prawie gry w międzynarodowych pucharach – o tym zadecydował oddzielny turniej zwany Liguilla Pre-Libertadores, rozegrany na koniec sezonu. Najlepszy klub w tym turnieju uzyskał prawo gry w Copa Libertadores 1975, a drugi miał stoczyć pojedynek barażowy z mistrzem Urugwaju.

## Primera División

### Końcowa tabela sezonu 1974
| Poz | Klub                      | Mecze | Zw | Rem | Por | Pkt | BrZd | BrStr |
| --- | ------------------------- | ----- | -- | --- | --- | --- | ---- | ----- |
| 1   | CA Peñarol                | 22    | 16 | 4   | 2   | 36  | 51   | 21    |
| 2   | Club Nacional de Football | 22    | 14 | 3   | 5   | 31  | 45   | 25    |
| 3   | Liverpool Montevideo      | 22    | 14 | 3   | 5   | 31  | 47   | 29    |
| 4   | CA Bella Vista            | 22    | 7  | 10  | 5   | 24  | 31   | 30    |
| 5   | Defensor Sporting         | 22    | 5  | 11  | 6   | 21  | 23   | 26    |
| 6   | Danubio FC                | 22    | 7  | 6   | 9   | 20  | 32   | 32    |
| 7   | Montevideo Wanderers      | 22    | 5  | 8   | 9   | 18  | 21   | 25    |
| 8   | Fénix Montevideo          | 22    | 5  | 8   | 9   | 18  | 20   | 30    |
| 9   | Huracán Buceo Montevideo  | 22    | 5  | 7   | 10  | 17  | 27   | 39    |
| 10  | Rentistas Montevideo      | 22    | 4  | 9   | 9   | 17  | 25   | 40    |
| 11  | River Plate Montevideo    | 22    | 3  | 10  | 9   | 16  | 15   | 29    |
| 12  | CA Cerro                  | 22    | 5  | 5   | 12  | 15  | 30   | 41    |

### Klasyfikacja strzelców bramek
| Gole | Piłkarz         | Klub       |
| ---- | --------------- | ---------- |
| 27   | Fernando Morena | CA Peñarol |